# Höllvikens Innebandyförening
Höllvikens Innebandyförening, från Höllviken, Vellinge kommun, Skåne län är en förening grundad 2008 i samband med att innebandysektionen bröts ut ur Höllvikens Bollklubb och blev en självständig förening. Idag är "HIBF" en av Skånes största innebandyföreningar. Säsongen 2013/2014 avancerade föreningens herrlag till Svenska Superligan för herrar efter att som nykomlingar i Allsvenskan vunnit ett kvalspel mot Karlstad IBF och IBK Göteborg. Laget slutade under sin första säsong i SSL på 13 plats och degraderades igen. Säsongen 2015/2016 avancerade man på nytt till Svenska Superligan var man spelade till och med säsongen 2020/2021 då man degraderas till Allsvenskan.

## Verksamhet
Föreningens vision är att på barn- och ungdomssidan vara en mötesplats ,för tjejer som killar, där social gemenskap formas med hjälp av idrottslig verksamhet. Föreningen bedriver verksamheten i Gyahallen och Halörhallen, båda belägna i Höllviken. Föreningen har satsat hårt på att involvera de äldre aktiva som ledare för de yngre vilket har visat sig vara framgångsrikt för föreningens utveckling. Föreningen erbjuder även verksamhet för alla åldrar genom "old-boys" och "old-girls" lag. På seniorsidan har herrarna två aktiva lag med divisionstillhörighet i Allsvenskan och Division 3 (genom dotterföreningen IBK Höllviken). Damsektionen har ett seniorlag i Division 1.

## Historia
Innebandyverksamhet i Höllviken bedrevs till en början i huvudsak av Höllvikens Badminton Bordtennis klubb (HBBK) då de år 1994 fick i uppdrag av Vellinge kommun att hålla igång ungdomar som spelade i Gyahallen. Med anledning av att innebandy fick en plats i föreningen bytte föreningen namn år 1996 till Höllvikens Bollklubb (HBK). Innebandyn var en del av föreningen fram till år 2008 då innebandysektionen knoppades av och blev en självständig förening. BK Näset (numera BK Höllviken) drev under åren 1996 till år 1999 ett innebandylag för herrjuniorer.
Höllvikens Innebandyförening bildades år 2008. I samband med detta antogs en ny grafisk profil för klubben och matchdräkternas färg ändrades från blå till orange. Richard Tornheden utsågs till föreningens första ordförande. År 2011 kunde föreningen utveckla sin verksamhet då nybyggda Halörhallen kunde nyttjas av föreningen. 
| År        | Ordförande        |
| --------- | ----------------- |
| 2008–2012 | Richard Tornheden |
| 2012–2015 | Mikael Wettergren |
| 2015-     | Jörgen Hagmann    |

| År        | Titel                                        |
| --------- | -------------------------------------------- |
| 2012/2013 | Herr: Seriesegrare Division 1 Södra Götaland |
| 2012/2013 | Herr: Mästare Skånemästerskapen              |
| 2015/2016 | Herr: Seriesegrare Allsvenskan Södra         |
| 2016/2017 | Herr: Mästare Skånemästerskapen              |
| 2017/2018 | Herr: Mästare Skånemästerskapen              |
| 2018/2019 | Herr: Mästare Skånemästerskapen              |

| Antal matcher                |
| ---------------------------- |
| Pontus Karlson Martell (300) |
| Antal mål                    |
| Pontus Karlson Martell (371) |
| Antal assist                 |
| Johannes Wilhelmsson (363)   |
| Antal poäng                  |
| Johannes Wilhelmsson (687)   |

| Namn                 | Nation   |
| -------------------- | -------- |
| Michael Andersson    | GBR (10) |
| Johannes Wilhelmsson | SWE (14) |
| Julian Nihlén        | GER (31) |